# Korea Aerospace Industries

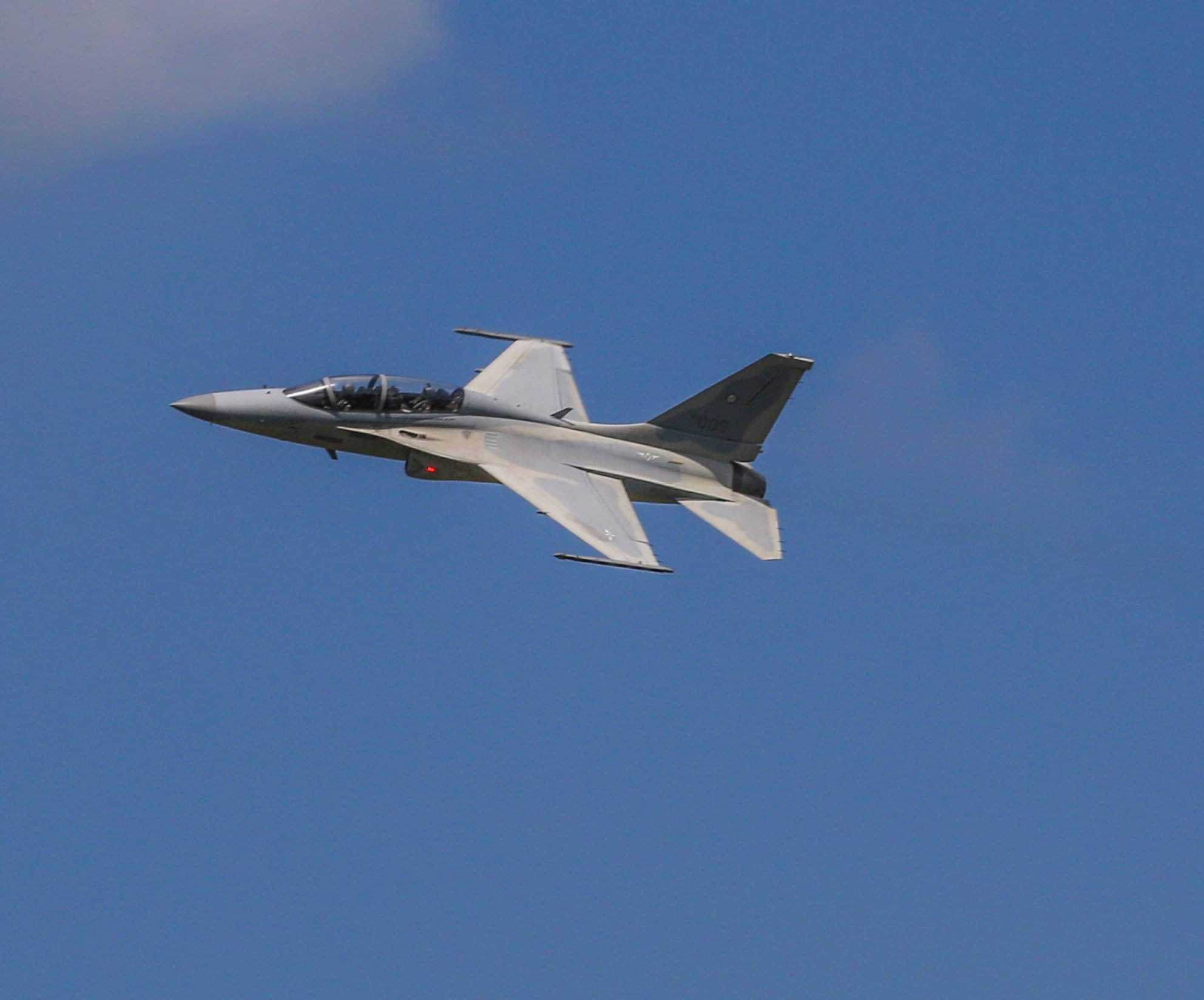
Stridsflygplanet FA-50 Golden Eagle

Korea Aerospace Industries ( koreanska: 한국항공우주산업, 韓國航空宇宙産業, är ett sydkoreanskt flygplans- och försvarsföretag. Företaget grundades 1999 som ett samriskföretag av Samsung Aerospace, Daewoo Heavy Industries och Hyundai Space and Aircraft Company. 
Korea Aerospace Industries har utvecklat olika rymdprodukter, bland annat Korea Space Launch Vehicle-II och flera satelliter. Det har tillverkat helikoptar och flygplan på licens och också utvecklat och tillverkat egna flygplan, som KT-1 Woongbi och skolflygplanet  T-50 Golden Eagle, KC-100 Naraon och helikoptern KUH-1 Surion. Företagets huvudkontor och viktigaste fabriker ligger i Sacheon i provinsen Södra Gyeongsang.

## Projekt i utval
Korea Aerospace Industries deltog i projektet för det första inhemskt utvecklade koreanska flygplanet, skolflygplanet KT-1 Woongbi, som startade 1988. Projektet bedrevs gemensamt av KAI och den statliga myndigheten för utveckling av försvarsprodukter. Den senare ansvarade för projektledning, medan KAI svarade för det detaljerade konstruktionsarbetet och för den större delen av produktionen.
Företaget påbörjade 2008 utveckling av det civila KC-100 Naraon. Planet typgpdkändes 2013. Under 2010-talet tog KAI fram varianten som militärt skolflygplan KT-100 till  Sydkoreas flygvapen. Det avses ersätta flygvapnets nuvarande 20 Iljusjin Il-103.
Korea Aerospace Industries utvecklar tillsammans med Indonesien stridsflygplanet KF-21 Boramae med "smyg"-formgivning. Den första provflygningen skedde i juli 2022 och serietillverkningen är planerad att starta 2026.

## Bildgalleri

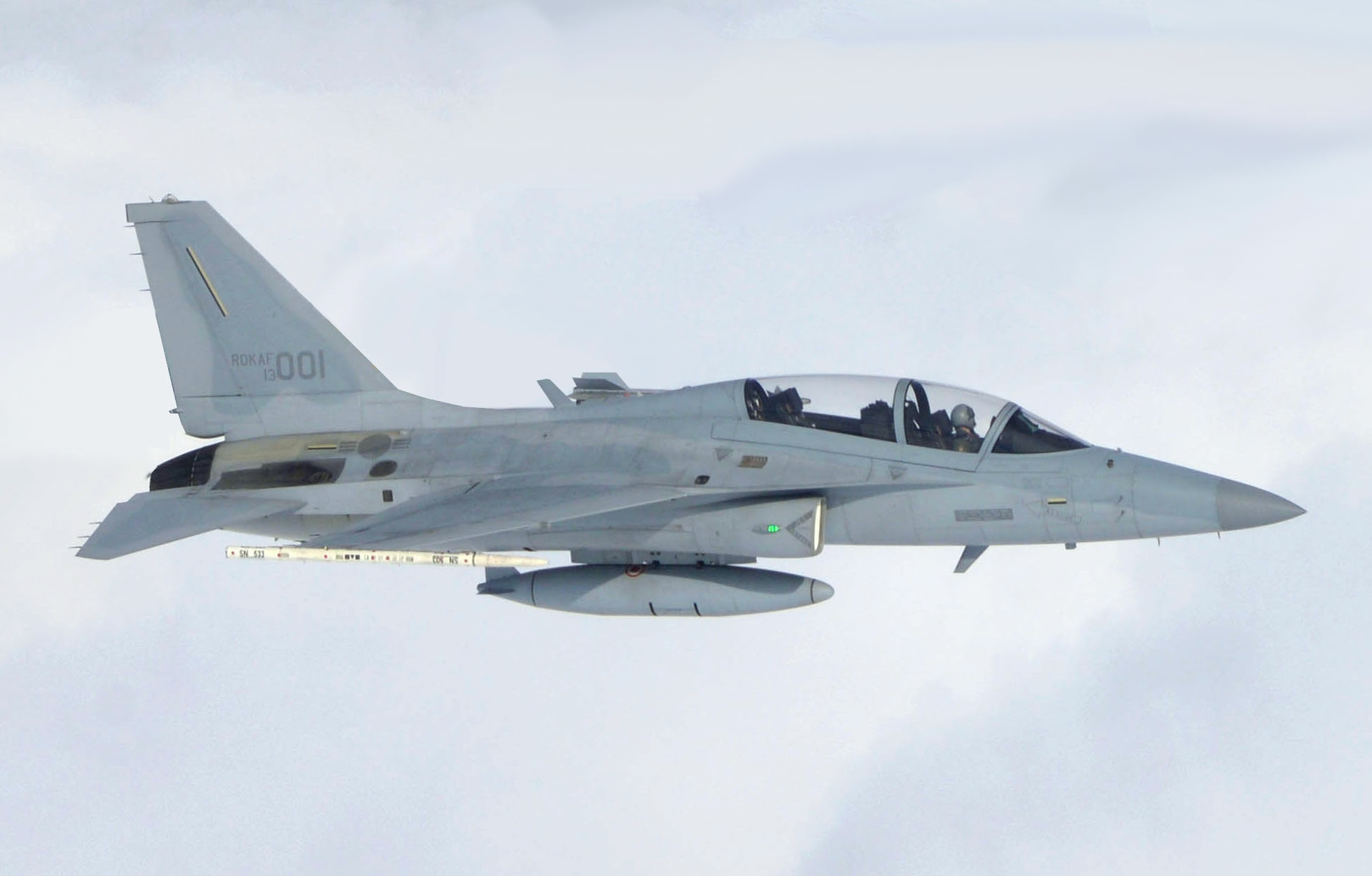
T-50 Golden Eagle
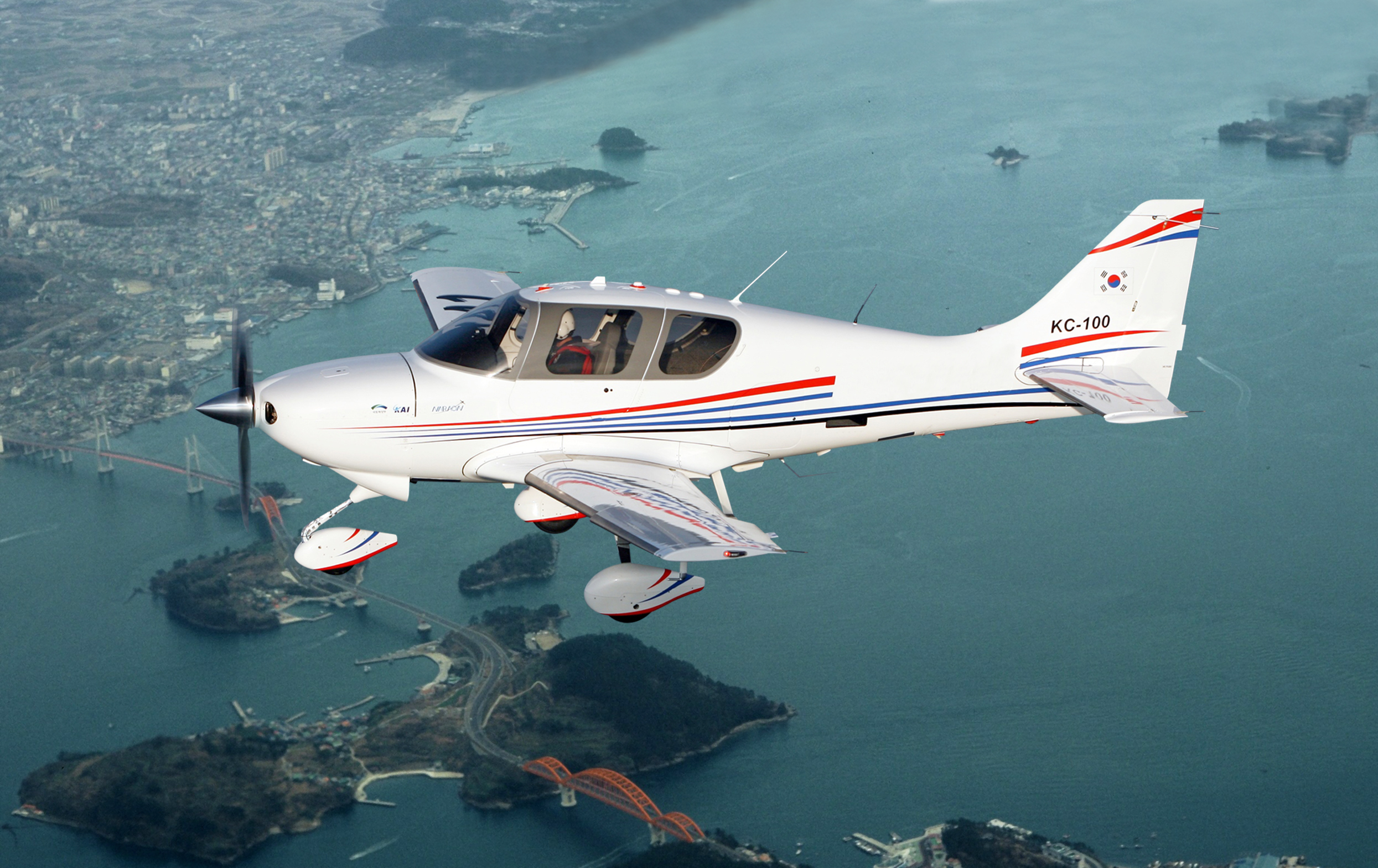
KC-100 Naraon
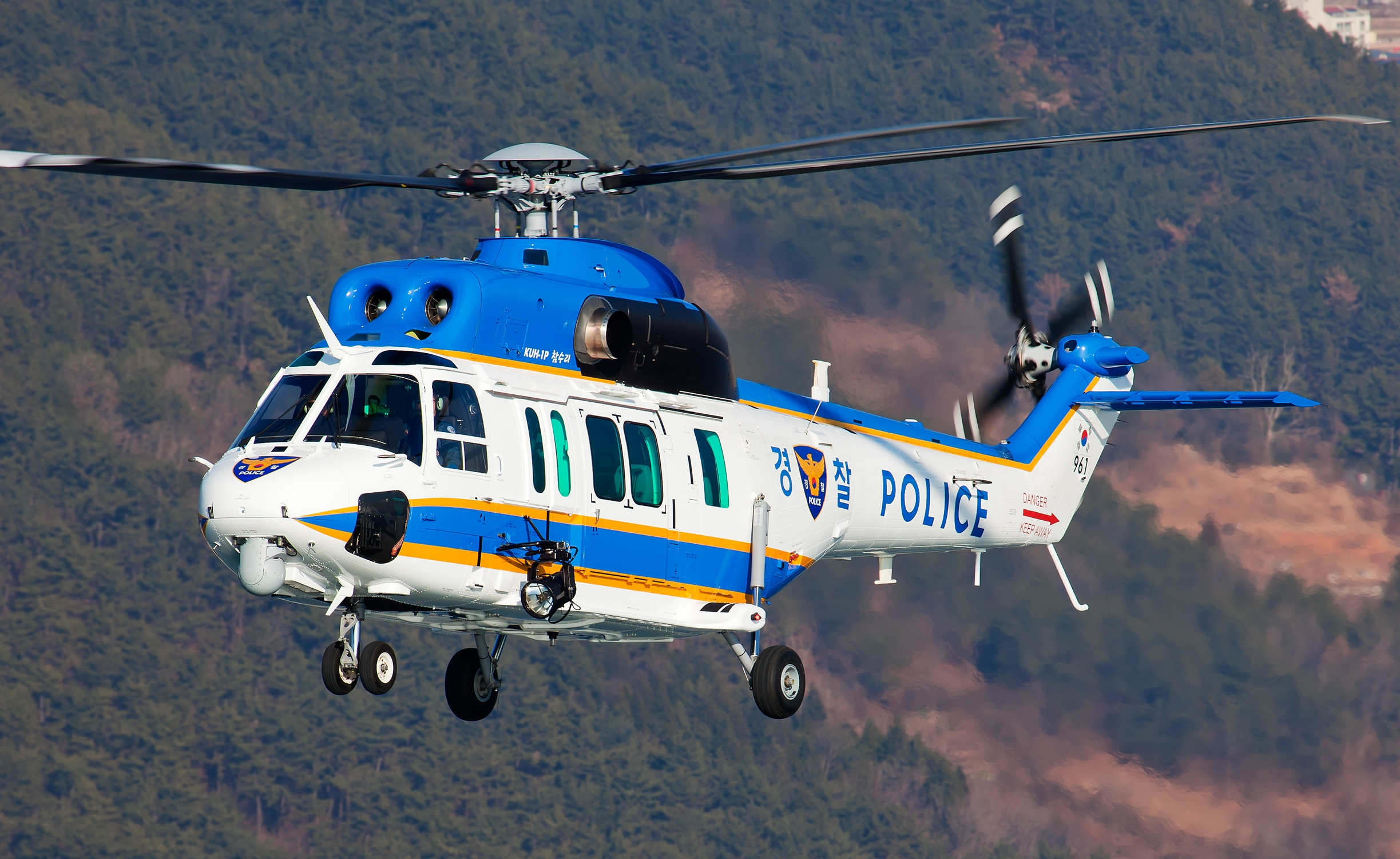
KUH-1 Surion, utvecklad i samarbete med Airbus Helicopters
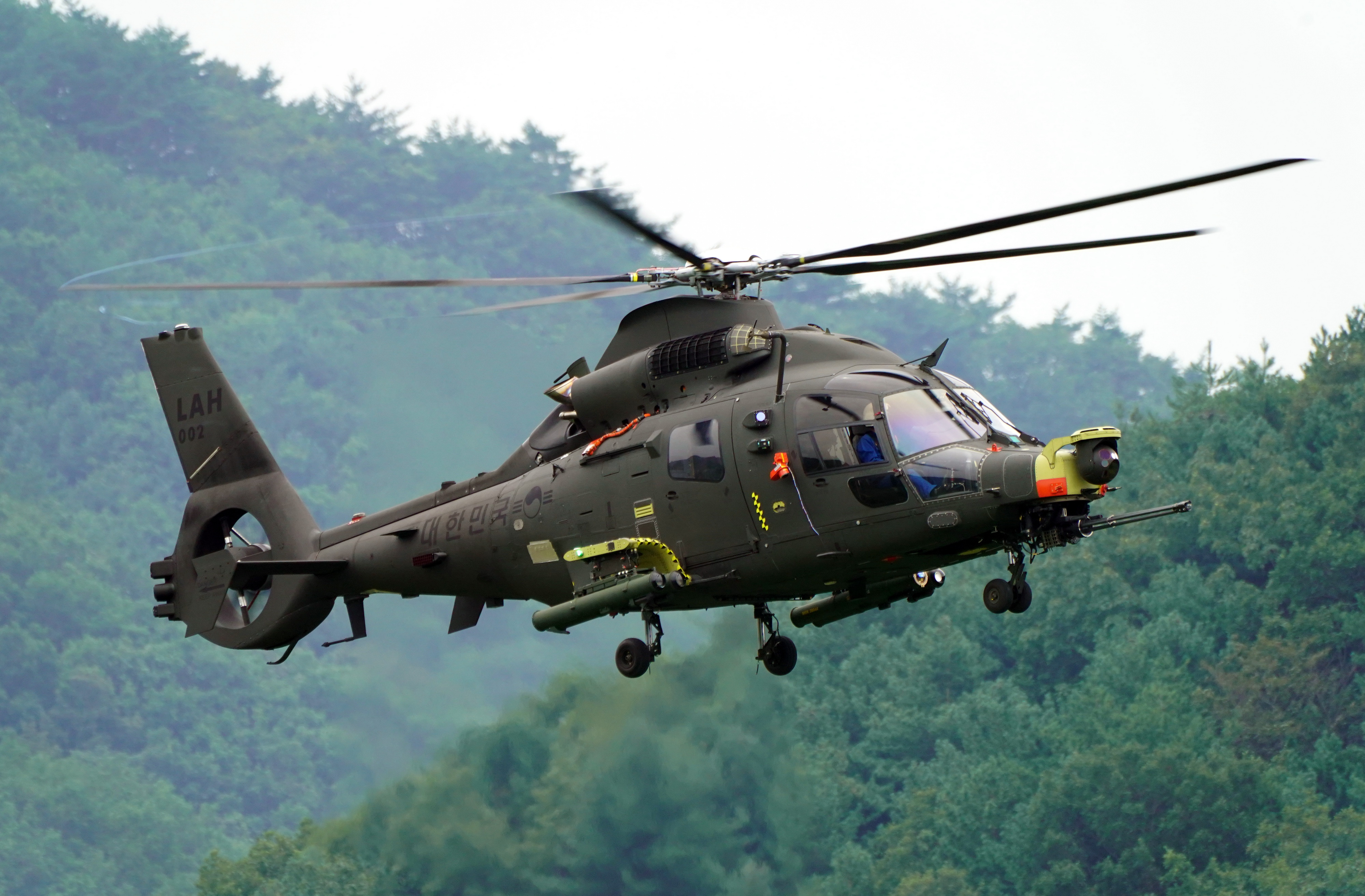
Prototyp till KAI LAH,  utvecklad från Airbus Helicopters Dauphin, 2020
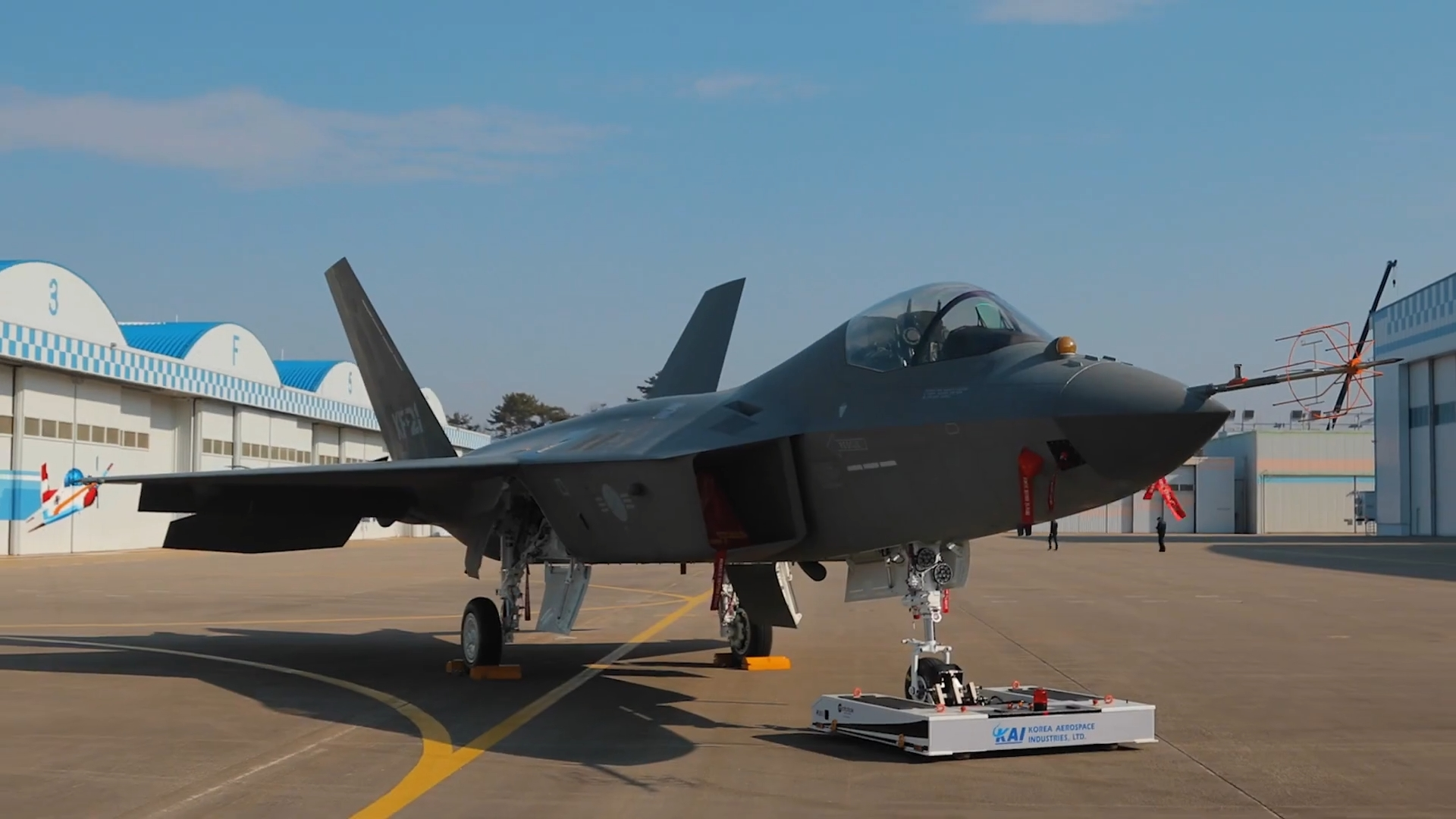
Prototyp av KF-51 Boramae, 2022